# Посёлок имени Клары Цеткин
Посёлок и́мени Кла́ры Це́ткин — посёлок в Борском районе Самарской области. Входит в состав сельского поселения Заплавное.

## География
Посёлок находится на левом берегу реки Самара, на расстоянии примерно 9 км (по прямой) к юго-востоку от села Борское, административного центра района.

### Часовой пояс
Посёлок имени Клары Цеткин, как и вся Самарская область, находится в часовой зоне МСК+1. Смещение применяемого времени относительно UTC составляет +4:00.

## Население
| 2010 |
| ---- |
| 203  |

### Национальный состав
Согласно результатам переписи 2002 года, в национальной структуре населения русские составляли 88 % из 243 чел.